# Artemidiconus selenae
Artemidiconus selenae é uma espécie de gastrópode da família Conorbidae. É a única espécie descrita para o gênero Artemidiconus. Endêmica do Brasil, onde pode ser encontrada nos estados do Ceará, Rio Grande do Norte, Paraíba e Pernambuco.

## Nomenclatura e taxonomia
A espécie foi descrita em 1967 como Conus selenae. Em 2009, Tucker e Tenorio reclassificaram a espécie no gênero Artemidiconus, que foi transferido para a família Conorbidae.